# Hiszpania na Zimowych Igrzyskach Olimpijskich 1936
Hiszpania na Zimowych Igrzyskach Olimpijskich 1936 – występ kadry sportowców reprezentujących Hiszpanię na igrzyskach olimpijskich w Garmisch-Partenkirchen w 1936 roku.
W zawodach olimpijskich wzięło udział sześcioro hiszpańskich sportowców (czterech mężczyzn i dwie kobiety), którzy wystąpili w dwóch konkurencjach w dwóch dyscyplinach sportowych. 
Rolę chorążego reprezentacji Hiszpanii podczas ceremonii otwarcia igrzysk w Garmisch-Partenkirchen pełnił biegacz narciarski Jesús Suárez. Reprezentacja Hiszpanii weszła na stadion olimpijski jako 21. w kolejności, pomiędzy ekipami z Rumunii i Szwecji. Rolę attaché reprezentacji pełnił Antonio Vargas de Machuca.
Był to debiut reprezentacji Hiszpanii na zimowych igrzyskach olimpijskich i szósty start olimpijski, wliczając w to letnie występy. 

## Wyniki

### Biegi narciarskie
| Konkurencja                                         | Zawodnik          | Czas    | Strata | Miejsce |
| --------------------------------------------------- | ----------------- | ------- | ------ | ------- |
| Bieg indywidualny mężczyzn 18 km techniką klasyczną | Enrique Millán    | DNF     | DNF    | DNF     |
| Bieg indywidualny mężczyzn 18 km techniką klasyczną | José Oriol Canals | 1:40:14 | 25:36  | 65.     |
| Bieg indywidualny mężczyzn 18 km techniką klasyczną | Jesús Suárez      | 1:39:12 | 24:34  | 63.     |
| Bieg indywidualny mężczyzn 18 km techniką klasyczną | Tomás Velasco     | 1:37:25 | 22:47  | 62.     |

### Narciarstwo alpejskie
| Konkurencja                | Zawodniczka      | Zjazd   | Zjazd  | Zjazd   | Slalom     | Slalom     | Slalom     | Slalom     | Slalom      | Slalom | Slalom  | Łącznie | Łącznie | Łącznie |
| Konkurencja                | Zawodniczka      | Czas    | Punkty | Miejsce | Przejazd 1 | Przejazd 1 | Przejazd 2 | Przejazd 2 | Czas łączny | Punkty | Miejsce | Punkty  | Strata  | Miejsce |
| Konkurencja                | Zawodniczka      | Czas    | Punkty | Miejsce | Czas       | Miejsce    | Czas       | Miejsce    | Czas łączny | Punkty | Miejsce | Punkty  | Strata  | Miejsce |
| -------------------------- | ---------------- | ------- | ------ | ------- | ---------- | ---------- | ---------- | ---------- | ----------- | ------ | ------- | ------- | ------- | ------- |
| Kombinacja alpejska kobiet | Ernestina Maenza | 18:51,4 | 26,90  | 37.     | DNS        | DNS        | DNS        | DNS        | DNS         | DNS    | DNS     | DNF     | DNF     | DNF     |
| Kombinacja alpejska kobiet | Margot Moles     | 10:52,4 | 46,66  | 35.     | 2:50,1     | 34.        | DSQ        | DSQ        | DSQ         | DSQ    | DSQ     | DNF     | DNF     | DNF     |